# News Corporation

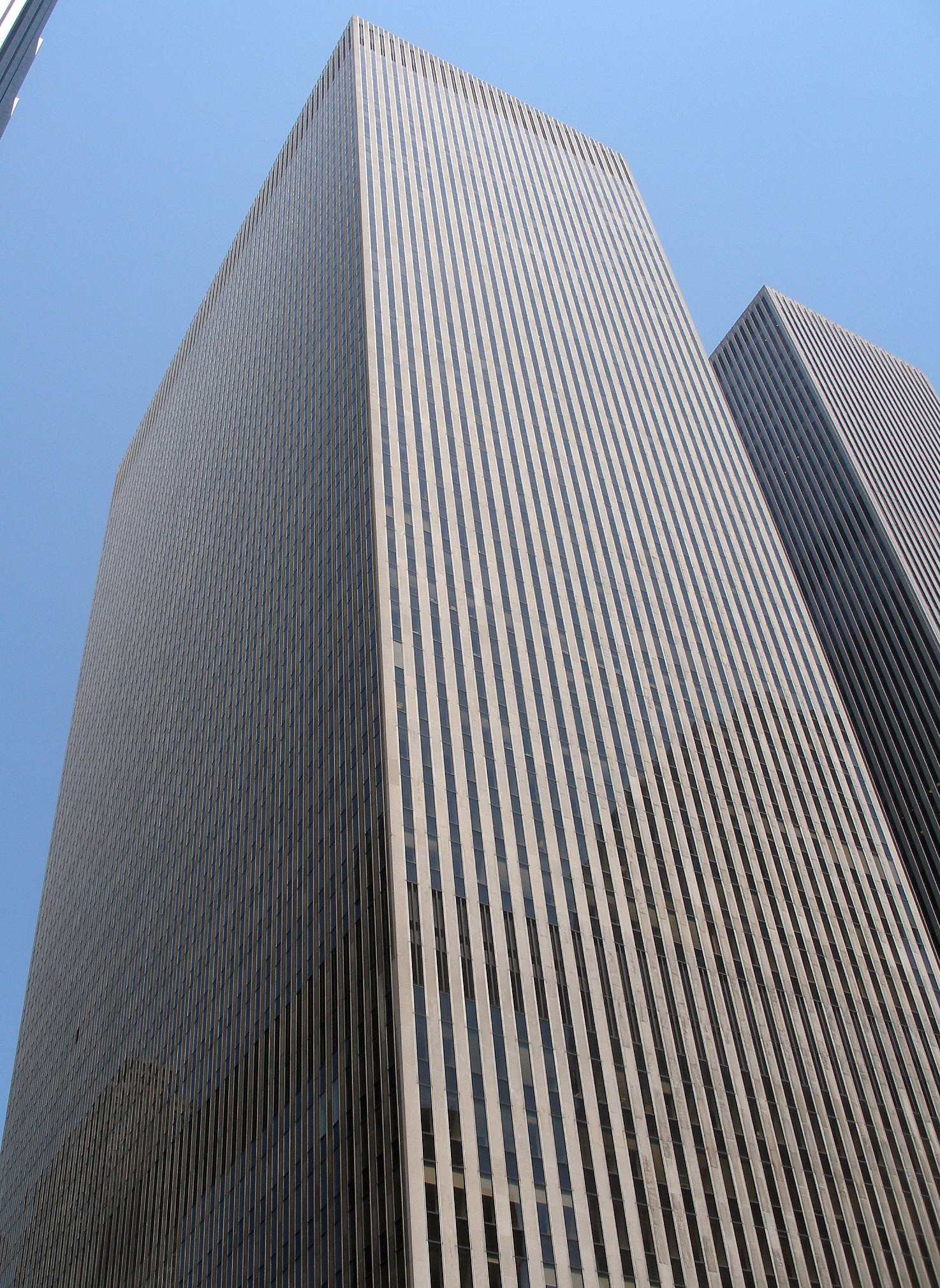
Siedziba korporacji w Nowym Jorku

News Corporation (popularny skrót: News Corp.) – nieistniejący już konglomerat mediowy, założony i kontrolowany przez amerykańskiego miliardera australijskiego pochodzenia Ruperta Murdocha. Konglomerat był notowany na NASDAQ. Rozwiązano go w 2013 roku. W  wyniku spin offu wyłoniły się przedsiębiorstwa News Corp i 21st Century Fox.
News Corp. został założony w australijskim mieście Adelaide w 1979 roku, jako wydawca gazety „Adelaide News”.
W skład korporacji wchodziły m.in.: wydawnictwa HarperCollins i Zondervan; gazety „The Australian”, „The Daily Telegraph”, „The Sunday Times”, „The Sun”, „News of the World”, „The Times”, „New York Post” i „Far Eastern Economic Review”; magazyny TV Guide i InsideOut; narodowa australijska i nowozelandzka liga rugby; kluby sportowe Los Angeles Lakers, New York Knicks, New York Rangers; studia filmowe z grupy FOX; telewizje kablowe (m.in. Fox News Channel, Fox Movie Channel, National Geographic Channel); telewizje satelitarne BSkyB (holding, największa brytyjska platforma cyfrowa Sky Digital), DirectTV Group, Foxtel, Sky Italia, STAR TV, Sky Latin America; Fox Broadcasting Company i internetowe MySpace, IGN Ent., News.com.au i Grab.com.
Pod koniec czerwca 2006 ogłoszono objęcie przez spółkę Ruperta Murdocha ok. 50% udziałów w polskiej spółce TV Inwestycje, mającej 50% udziałów w TV Puls, korporacja skończyła współpracę z TV Puls w listopadzie 2008.